# Лазарос Кюсис
Лазарос Кюсис (на гръцки: Λάζαρος Κιούσης) е гръцки революционер, деец на Гръцката въоръжена пропаганда в Македония в Сярско.

## Биография
Лазарос Кюсис е роден в 1866 година в македонския град Сяр, който тогава е в Османската империя. Завършва Сярската гимназия и работи като секретар на гръцкото консулство в Сяр. Става член на Македонската Филики етерия и на серския силогос „Орфей“. Участва активно в организацията на Гръцката въоръжена пропаганда в Сярско. Убит е на 31 юли 1909 година от Константинос Дзелепис, агент на мласотурски комитат.
Името му носи улица в Сяр.